# LEGO ピクサー:ブリックトゥーンズ
LEGO ピクサー:ブリックトゥーンズ（LEGO PIXAR:BRICK TOONS）は、2024年9月4日から全世界のDisney+で配信されているWebアニメ。この作品では、カーズ、メリダとおそろしの森。Mr.インクレディブル、ファインディング・ニモ、リメンバー・ミーといった物語で構成されている。

## キャラクター

### 第1話「カーズ：昔なじみのメーターを信じろ」
以下の声優は、カーズと同じ（メーターを除く）。
ライトニング・マックィーン
声 - オーウェン・ウィルソン（米）、土田大（日）
メーター
声 - ラリー・ザ・ケーブル・ガイ（米）、佐藤せつじ（日）
ラモーン
声 - チーチ・マリン（米）、樋浦勉（日）
ロビン・ロード
声 - ミスティ・リー（米）、根本圭子（日）
モー・トレン
声 - キフ・ヴァンデンヒューヴェル（米）、新垣樽助（日）
H.J.ホリス
声 - ジョシュ・キートン（米）、神尾晋一郎（日）
プロデューサー
声 - 不明（米）、須藤景子（日）

### 第2話「メリダとおそろしの森：熊になってクマった」
メリダ
声 - ルース・コネル（米）、豊口めぐみ（日）
「メリダとおそろしの森」に登場する主人公。
魔女
声 - スーザン・ブレイクリー（米）、木村有里（日）

### 第3話「Mr.インクレディブル：ピザナイト」
ボブ・パー / ミスター・インクレディブル
声 - クレイグ・T・ネルソン（米）、志村知幸（日）
「Mr.インクレディブル」のリーダー。
ヘレン・パー / イラスティガール
声 - ホリー・ハンター（米）、冬馬由美（日）
「Mr.インクレディブル」のメンバーの1人。
ヴァイオレット・パー
声 - サラ・ヴォーウェル（米）、桑島法子（日）
「Mr.インクレディブル」のメンバー。
ダッシュ・パー
声 - バンクス・ピアース（米）、見崎歩誠（日）
「Mr.インクレディブル」のメンバー。
シンドローム
声 - ジェイソン・リー（米）、岩田光央（日）
「Mr.インクレディブル」のヴィランズ。
シェフ
声 - ミーガン・リース（米）、小林優子（日）

### 第4話「ファインディングニモ：ニモの遠足」
マーリン
声 - ジェス・ハーネル（米）、小森創介（日）
ドリー
声 - ジェニファー・ヘイル（米）、勝生真沙子（日）
ニモ
声 - プレスリー・ジェームス・クロスビー（米）、二ノ宮陸登（日）
エイ先生
声 - ボブ・ピーターソン（米）、赤坂泰彦（日）
スクワート
声 - リンカーン・ピータース（米）、尾込泰徠（日）
タッド
声 - 不明（米）、郡司陽向（日）
シェルドン
声 - ヘンリー・ウィッチャー（米）、松野晃士（日）
パール
声 - 不明（米）、古賀英里奈（日）
キャシー
声 - 不明（米）、古賀英里奈（日）

### 第5話「リメンバー・ミー：家族の絆」
ミゲル
声 - ライアン・ロペス（米）、黒岩竜之介（歌：石橋陽彩）（日）
ヘクター
声 - ガエル・ガルシア・ベルナル（米）、川田紳司（日）
ママ・イメルダ
声 - アラナ・ユーバック（米）、小林さやか（日）
司会者1
声 - ブランカ・アラセリ（米）、魏涼子（日）

## エピソード
| # | 邦題                                     | 原題                             | 配信日       |
| - | ---------------------------------------- | -------------------------------- | ------------ |
| 1 | カーズ：昔なじみのメーターを信じろ       | Cars: "Trust Yer Ol' Pal, Mater" | 2024年9月4日 |
| 2 | メリダとおそろしの森：熊になってクマった | Brave: "Patience Is a Bear"      | 2024年9月4日 |
| 3 | Mr.インクレディブル：ピザナイト          | The Incredibles: "Pizza Night"   | 2024年9月4日 |
| 4 | ファインディングニモ：ニモの遠足         | Finding Nemo: "Field Trip"       | 2024年9月4日 |
| 5 | リメンバー・ミー：家族の絆               | Coco: "Family Bands Together"    | 2024年9月4日 |

## スタッフ
- 製作総指揮 - Jill Wilfert、Keith Malone、Robert Fewkes、Pamela J. Keller、Jennifer Twiner McCarron
- 音楽 - Steffan Andrews
- 制作 - レゴ・グループ、ピクサー・アニメーション・スタジオ、アトミック・カートゥーンズ

### 日本語版スタッフ
- 翻訳 - 石山祐子
- 演出 - 津司大三
- 調整 - 三鴨明典
- 録音 - 富田裕亮
- 制作 - 尾澤美牧、鐘谷楓
- 制作スタジオ - HALF H・P STUDIO
- 日本語版製作 - ディズニー・キャラクター・ボイス・インターナショナル